# Mocidade Independente de Padre Miguel
GRES Mocidade Independente de Padre Miguel est une école de samba de Rio de Janeiro au Brésil.

## Histoire
La Mocidade a été fondée le 10 novembre 1955, par huit personnes : Silvio Trindade, Renato da Silva, Djalma Rosa, Olímpio Bonifacio (Bronquinha), Garibaldi F. Lima, Felipe de Souza (Pavão), Altamiro Menezes (Cambalhota) e Alfredo Briggs. Le premier drapeau de l'école a été offert par Mme Gilda Faria Lima. La première reine de l'école était Mme Neuza de Oliveira. L'école de samba ont participé pour la première fois, dans un défilé officiel, avec l'intrigue " O Baile das Rosas " (" Le Bal des Roses ")., quand il a obtenu la 5e place. En 1958, il était le champion du groupe 2 avec l'intrigue "Apoteose ao Samba" ("Apothéose de la Samba"). De 1959 en avant, il a pris le groupe 1 et ne plus descendre à des groupes inférieurs.
En 1959, la bateria sous le maître expert André, a donné pour la première fois la fameuse " paradinha " (l'instant où la bateria des arrêts scolaires jouant pour quelques instants et au cours de cette période, le samba- enredo est maintenu avec la chanson de les interprètes et les membres de l'école) devant le comité de sélection, le maintien du rythme ainsi que l'école de continuer à développer. Le peuple serait passer, plus tard, pour accompagner cette " bossa " avec le cri de " Olé ". Pendant cette période, la Mocidade était connu comme " une bateria qui a effectué une école sur le dos ", parce que la bateria était plus connu que l'école elle-même, qui n'est que des années plus tard devenir une école qui serait en concurrence avec le célèbre de cette époque (Portela, Império Serrano, Salgueiro, Mangueira et).
Dans l'année de 1974, Arlindo Rodrigues a présenté le complot " A Festa do Divino " (" Le Parti du Divin "), obtenant la 5e place. Mais sur cette même année, l'école pourrait remporter le championnat, elle n'avait pas eu 4 en vêtements et 9 en harmonie. La différence entre Salgueiro et Mocidade était de 6, donc ils auraient attaché seulement si Mocidade aurait obtenu 10. Même s'ils attachaient, Salgueiro allait gagner le championnat car il a obtenu 10 en harmonie.
Dès lors, l'école a cessé d'être connu seulement à cause de la bateria, et est devenu connu comme une bonne école de samba. En 76, par ironie, Mocidade liée deuxième place, avec Mangueira, et a perdu la décision pour obtenir un point de moins dans le si célèbre bateria. En 1979, toujours avec Arlindo Rodrigues, Mocidade conquis pour la première du championnat avec " O Descobrimento do Brasil " (" La découverte du Brésil ").
L'an prochain, Fernando Pinto a assumé le carnaval, la production d'Exception carnavals Mocidade et se faire connaître en tant que producteur de carnaval le plus créatif et ingénieux jamais connu. Au cours de FISR de Fernando Pinto dans Mocidade, en 1980, l'école a conquis la deuxième place avec l'intrigue " Tropicália Maravilha " (" Splendid Tropicália "). En 1983, Mocidade reçu la bannière de la meilleure communication avec le public avec l'intrigue " ère de Côme verde o meu Xingu " (" Comment était mon Xingu vert ").
En 90, la jeunesse passer la commande Renato Lage, qui a créé l'école en trois ans : 90, racontant sa propre histoire ("Turn tourné la jeunesse arrivé ") ; à 91, en parlant de l'eau (" Chue Chua... Go eaux de roulement ") ; et 96, avec une intrigue sur la relation entre l'homme et Dieu (« Créateur et la créature ").
En 1997, la jeunesse a perdu son patron, Castor de Andrade. Deux ans plus tard, l'école dispose d'un défilé de mode exquis avec un hommage à Villa-Lobos, avec le thème " Villa-Lobos et brésilien Apothéose ". Le public l'a acclamé avec le défilé. Mais cette année, une déception qui s'est passé : la jeunesse, qui a toujours mis l'accent à côté du bureau de poste, devait se concentrer en face du bâtiment connu comme « balance mais pas Cai », près de laquelle il y a un survol qui empêche souvent les allégories des écoles il base. Dans le cas de la jeunesse, l'école a pris trop de points forts dans les grands flotteurs et a ouvert un trou énorme entre les secteurs 1 et 3, au début de la promenade. Malgré le défaut majeur, c'était certainement un champion pour beaucoup de gens qui l'ont vu et était ravi de ce beau spectacle. [Citation nécessaire]
En 2000, la jeunesse est venu littéralement habillé aux couleurs du Brésil, présentant le thème " Vert, Jaune, Bleu Coloriage Anil Brésil dans les années 2000. " Les belles et imposantes voitures ailes ouvertes, un énorme vaisseau spatial de l'avenir des Indiens, ont donné un avant-goût de ce que serait l'école. La jeunesse s'est bien passé, mais la samba traîné empêché l'école de décoller et d'atteindre de meilleurs postes. Même ainsi, il était dans une quatrième place bien méritée, les qualifiant si le défilé des champions.
En 2001, La jeunesse de location de David Tambourin ce qui était dans le remplacement de la Paulo Henrique école Tijuca a parlé de paix et d'harmonie Même école Défilant bien avec la batterie robe Gandhi à la tête de défunt Maître Coe a assuré que même le Gold Standard Comment les meilleurs fûts et Tande ont défilé cette année à Tambourins, mais pour jury n'a pas été assez école Fini Obtenir en place avec 7 * 287,0 Sortir de la Champions
En 2002, l'école de réembaucher Chanteur Wander Pires a pris le terrain de l'école (grand cirque Mystic) Parade de Fès publique Stands chanter et à partir de pleurer à la fin de cette école Champion En 4 * Il place et après le carnaval 2002 Renato Lage a quitté l'école.
Après Renato Lage était l'école qui a combattu pour les titres avant, est allé à l'appui et la lutte pour ne pas tomber et même en danger, comme dans les années 2007, 2009 et 2013 Après le président de celui-ci au moment Paulo Vianna a été dépouillé., après plusieurs irrégularités au cours de son mandat. De retour à l'école pour être dirigé par un membre de la famille Andrade, dans le cas de Rogerio Andrade délinquant, déjà en tant que patron, mais après l'école est un danger, est venu une fois, y compris de mardi gras 2014, ce qui a été fait la hâte et avec l'entrée d'un soutien financier.
Pour 2015, la nouvelle commission scolaire surprrendeu tout le monde, avec la confirmation de la grand nom de mardi gras Paulo Barros, de l'école Unidos da Tijuca qui a consacré,. Déjà sans Paulo Barros, de l'école Alexandre Louzada rapatriés comme CARNAVALESCO, où même à son retour, il a été champion de la 2017 Carnaval, avec le terrain « Les mille et une nuits une malveillance de la jeunesse de Marrakech, avec l'accent de surprenant commission. Bien que ce titre ait été ratifié après vérification, après une erreur du jury.

## Carnavals
| Année | 1957 | 1958 | 1959 | 1960 | 1961 | 1962 | 1963 | 1964 |
| ----- | ---- | ---- | ---- | ---- | ---- | ---- | ---- | ---- |
| Div   | D2   | D2   | D1   | D1   | D1   | D1   | D1   | D1   |
| Année | 1965 | 1966 | 1967 | 1968 | 1969 | 1970 | 1971 | 1972 |
| Div   | D1   | D1   | D1   | D1   | D1   | D1   | D1   | D1   |
| Année | 1973 | 1974 | 1975 | 1976 | 1977 | 1978 | 1979 | 1980 |
| Div   | D1   | D1   | D1   | D1   | D1   | D1   | D1   | D1   |
| Année | 1981 | 1982 | 1983 | 1984 | 1985 | 1986 | 1987 | 1988 |
| Div   | D1   | D1   | D1   | D1   | D1   | D1   | D1   | D1   |
| Année | 1989 | 1990 | 1991 | 1992 | 1993 | 1994 | 1995 | 1996 |
| Div   | D1   | D1   | D1   | D1   | D1   | D1   | D1   | D1   |
| Année | 1997 | 1998 | 1999 | 2000 | 2001 | 2002 | 2003 | 2004 |
| Div   | D1   | D1   | D1   | D1   | D1   | D1   | D1   | D1   |
| Année | 2005 | 2006 | 2007 | 2008 | 2009 | 2010 | 2011 | 2012 |
| Div   | D1   | D1   | D1   | D1   | D1   | D1   | D1   | D1   |
| Année | 2013 | 2014 | 2015 | 2016 | 2017 | 2018 | 2019 | 2020 |
| Div   | D1   | D1   | D1   | D1   | D1   | D1   | D1   | D1   |
| Année | 2022 | 2023 | 2024 |      |      |      |      |      |
| Div   | D1   | D1   | D1   |      |      |      |      |      |

## Données de l'école
| Palmarès | Palmarès | Titres |
| -------- | -------- | ------ |
|          | D1       | 6      |
|          | D2       | 1      |